# Lohn (Graubünden)
Lohn (Reto-Romaans: Lon; Italiaans (verouderd): Laone) is een plaats en voormalige gemeente in het Zwitserse kanton Graubünden, en maakt deel uit van het district Hinterrhein.
Lohn telde in 2005 50 inwoners.

## Geschiedenis
Op 1 januari 2021 fuseerde Lohn met de gemeente met Casti-Wergenstein, Donat en Mathon tot een gemeente die de naam Muntogna da Schons kreeg.